# والتر مک‌کریری
والتر مک‌کریری (انگلیسی: Walter McCreery; ۱۳ اوت ۱۸۷۱ – ۸ نوامبر ۱۹۲۲) چوگان‌باز اهل ایالات متحده آمریکا بود.
از افتخارات وی میتوان به کسب مدال نقره در بازی‌های المپیک تابستانی ۱۹۰۰ اشاره کرد.

## بیوگرافی
والتر به طور خصوصی در ایالات متحده کالج ماگدالن، کمبریج تحصیل کرد  و بعد دستیابی به یک درجه رتبه دو دست یافت.
او پدر ژنرال ریچارد مک کری، یک سرباز از ارتش بریتانیا که فرماندهی ارتش هشتم بریتانیا مبارزه در کمپین ایتالیایی بود.و از اکتبر 1944 تا پایان سال جنگ جهانی دوم بود.